# Борис Филипов
Борис Филипов е български революционер, деец на Вътрешната македоно-одринска революционна организация.

## Биография
Борис Филипов е роден през 1882 година в Неготино, тогава в Османската империя. Завършва трети прогимназиален клас и учителства в Неготино. Присъединява се към ВМОРО и между 1903 и 1905 година е член на околийския комитет на организацията. Убит е заедно с учителя Иван Георгиев в родния си град от турци на 7 ноември 1905 година.